# Мигалківська сільська рада
| Мигалківська сільська рада — колишній орган місцевого самоврядування у Бородянському районі Київської області з адміністративним центром у с. Мигалки. Водоймища на території, підпорядкованій даній раді: річка Тетерів. Сільській раді підпорядковані населені пункти: - с. Мигалки |

## Склад ради
Рада складалася з 16 депутатів та голови.

### Керівний склад ради
| ПІБ                             | Основні відомості                                                                       | Дата обрання | Дата звільнення |
| ------------------------------- | --------------------------------------------------------------------------------------- | ------------ | --------------- |
| Олексієнко Галина Олександрівна | Сільський голова, 1956 року народження, освіта                                          | 26.03.2006   | 02.02.2009      |
| Герасименко Олена Андріївна     | Сільський голова, 1970 року народження, освіта, позапартійна                            | 21.06.2009   | 31.10.2010      |
| Герасименко Олена Андріївна     | Сільський голова, 1970 року народження, освіта середня спеціальна, член Партії регіонів | 31.10.2010   |                 |

Примітка: таблиця складена за даними джерела